# Teras Terunjam (plaats)
Teras Terunjam is een bestuurslaag in het regentschap Muko-Muko van de provincie Bengkulu, Indonesië. Teras Terunjam telt 603 inwoners (volkstelling 2010).